# Medal Louisa Blériota

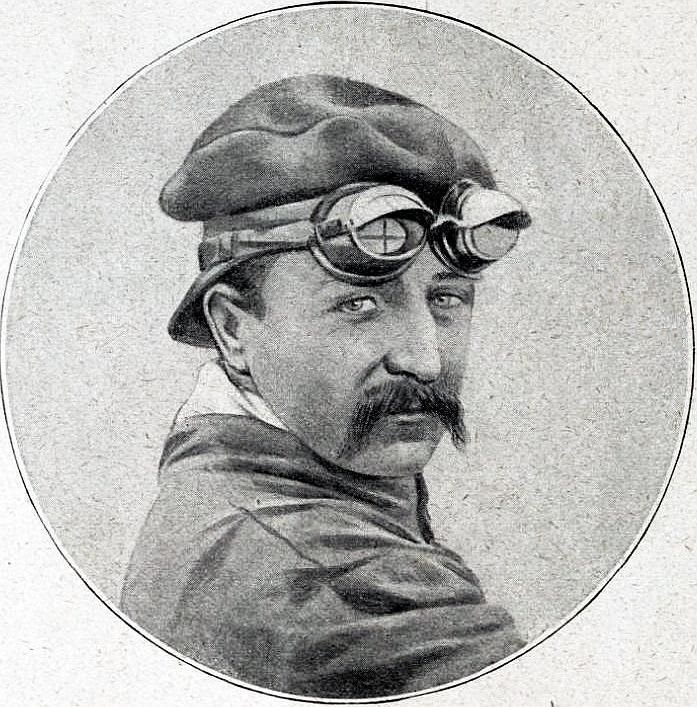
Louis Blériot

Medal Louisa Blériota – wyróżnienie ustanowione przez Międzynarodową Federację Lotniczą na jej 36. Konferencji Generalnej w sierpniu 1936 r. w celu honorowania rekordów prędkości, wysokości i dystansu osiągniętych lekkimi samolotami.

## Laureaci[3]
- 2018: Walter Extra (Niemcy)
- 2017: Francis J. Roman (USA)
- 2016: Jon M. Sharp (USA)
- 2015: Klaus Ohlmann (Niemcy)
- 2015: Klaus Ohlmann (Niemcy)
- 2015: Wesley E. Behel Jr. (USA)
- 2014: William M. Yates (USA)
- 2010: Arnold Ebneter (USA)
- 2010: Richard Young (USA)
- 2008: Jon M. Sharp (USA)
- 2005: Richard G. Rutan (USA)
- 2004: kpt. Robert L. Gibson (USA)
- 2003: Bruce Bohannon (USA)
- 2003: Bruce Bohannon (USA)
- 2002: Bruce Bohannon (USA)
- 2001: Bruce Bohannon (USA)
- 2001: Richard C. Keyt (USA)
- 2000: Hans Georg Schmid (Szwajcaria)
- 1999: Peter Scheichenberger (Austria)
- 1998: Jon M. Sharp (USA)
- 1996: James A. Price (USA)
- 1996: Jon M. Sharp (USA)
- 1994: Dan E. Pariseau (USA)
- 1993: Jon M. Sharp (USA)
- 1992: Michael S. Arnold (USA)
- 1992: David W. Timms (USA)
- 1991: Peter Scheichenberger (Austria)
- 1991: kpt. Robert L. Gibson (USA)
- 1991: Peter Urach (Austria)
- 1989: Eric Scott Winton (AUS)
- 1989: Richard J. Gritter (USA)
- 1989: Kirk D. Hanna (USA)
- 1988: Wilhelm Lischak (Austria)
- 1988: Yves Duval (Francja)
- 1987: Norman E. Howell (USA)
- 1986: Wilhelm Lischak (Austria)
- 1985: John E. Saum (USA)
- 1984: F. Gary Hertzler (USA)
- 1984: Richard Flohr (RFN)
- 1983: Phillip C. Fogg (USA)
- 1982: A.J. Smith (USA)
- 1981: Richard G. Rutan (USA)
- 1980: Charles Andrews (USA)
- 1979: Gerald G. Mercer (USA)
- 1977: Oleg A. Boulyguine (ZSRR)
- 1976: W.M. Pomeroy (Kanada)
- 1976: Rodney T. Nixon (USA)
- 1975: Edgar J. Lesher (USA)
- 1973: Edgar J. Lesher (USA)
- 1972: Roy Windover (Kanada)
- 1970: Edgar J. Lesher (USA)
- 1969: Harold Fishman (USA)
- 1969: Barry Schiff (USA)
- 1968: Donald C. Sinclair (USA)
- 1967: Edgar J. Lesher (USA)
- 1966: William C. Brodbeck (USA)
- 1965: Geraldine L. Mock (USA)
- 1964: mjr Adriano Mantelli (Włochy)
- 1962: mjr Adriano Mantelli (Włochy)
- 1957: Kaarl Henrik Juhani Heinonen (Finlandia)
- 1956: Richard V. Ohm (USA)
- 1956: L. Stastny (Czechosłowacja)
- 1956: F. Novak (Czechosłowacja)
- 1955: Peder Ib Riborg Andersen (Dania)
- 1954: Iginio Guagnellini (Włochy)
- 1953: William D. Thompson (USA)
- 1953: Iginio Guagnellini (Włochy)
- 1952: Maximilian Conrad (USA)
- 1951: Caro Bayley (USA)
- 1951: A. Rebillon (Francja)
- 1950: John F. Mann (USA)
- 1950: R.R. Paine (Wielka Brytania)
- 1949: René Leduc (Francja)
- 1949: William P. Odom (USA)
- 1949: Anna Bodriaguina (ZSRR)
- 1938: André Japy (Francja)
- 1938: Helmut Kalkstein (Niemcy)
- 1938: S.J. Wittman (USA)
- 1936: kpt. Stanisław Skarżyński (Polska)
- 1936: Maurice Arnoux (Francja)
- 1936: Furio Niclot (Włochy)
- 1936: pani Becker (Francja)